# Anjibrug

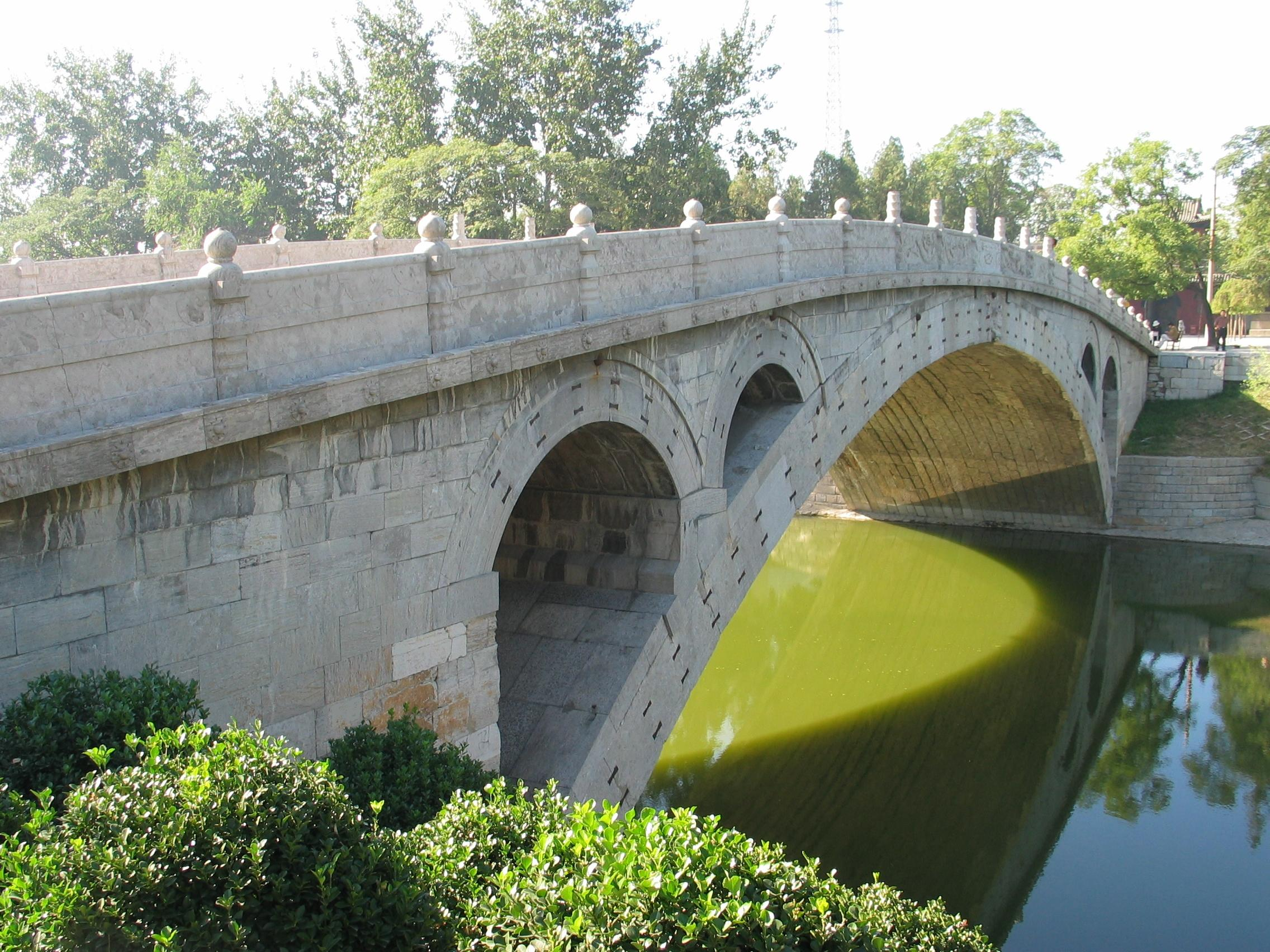
De brug van dichtbij en de zwaluwstaarten zijn duidelijk zichtbaar

De Anjibrug (traditioneel Chinees: 安濟橋, Hanyu pinyin: Ānjì Qiáo) is de oudste boogbrug ter wereld. Andere namen die gebruikt worden zijn: Zhaozhou-, Dashi- en Dashiqiaobrug. De brug werd gebouwd rond het jaar 600 na Chr. en ligt er na 1400 jaar nog steeds. De brug ligt over de Xiao in de provincie Hebei in het westen van de Volksrepubliek China.
Tijdens de Sui-dynastie (581–618) werden grote infrastructurele werken in het land uitgevoerd. Transport van mensen en goederen over land tussen het zuiden en zuidwesten van het land en de Noord-Chinese vlakte ging over een weg bij Luanzhou (later Zhaozhou en nu Zhaoxian). De Xiao stroomde van west naar oost door een vlakte. Het was een belangrijke verkeersader voor het transport over water, maar ook een hindernis voor het transport over land.
Onder leiding van Li Chun werd een segmentboogbrug van natuursteen gebouwd. Conventionele bruggen uit die tijd hadden veelal halfronde bogen die op zware pijlers rustten in de rivier. De boogbrug maakte deze pijlers, die een hindernis vormen voor het scheepvaartverkeer, overbodig. De brug overspant de rivier die ter plaatse 37 meter breed is. Tussen de boog en het wegdek zitten links en rechts nog vier zijbogen. De openingen maken de brug minder zwaar en bij hoog water kan het rivierwater ook door de openingen stromen waardoor de druk op de brug wordt verminderd en de doorstroming wordt bevorderd.
De brug is ongeveer 50 meter lang, 7,3 meter hoog en 9,6 meter breed. De centrale boog bestaat uit 28 dunne, gebogen stenen platen die worden bijeengehouden met ijzeren zwaluwstaarten.
In 1991 werd de brug door de American Society of Civil Engineers opgedragen als een International Historic Civil Engineering Landmark. In 1996 nomineerden de Chinese autoriteiten de brug voor opname op de Werelderfgoedlijst als "een zeer belangrijke plaats in de wereldgeschiedenis van de bruggenbouw".